# Serra de Raspamala
La Serra de Raspamala és una serra situada al municipi d'Alt Àneu a la comarca del Pallars Sobirà, amb una elevació màxima de 2.678 metres.